# パラドックスの瞬間 (オリジナル・サウンドトラック)
『パラドックスの瞬間 (オリジナル・サウンドトラック)』（パラドックスのとき オリジナル・サウンドトラック、Paradox）は、2018年3月23日にShakey Pictures Inc.からリリースされたニール・ヤングとプロミス・オブ・ザ・リアルのサウンドトラック・アルバム。このアルバムは、ヤングも出演しているダリル・ハンナの2018年の映画『パラドックスの瞬間』のサウンドトラックとなっている。ヤングとプロミス・オブ・ザ・リアルがレコーディングした3枚目のスタジオ・アルバムである。

## 背景とレコーディング
パラドックス・パッセージズ」と題されたサウンドトラックのインストゥルメンタル・パッセージは、ヤングとプロミス・オブ・ザ・リアルが、映画の映像を見直すことなくスタジオで録音したものである。「見たことがあったから、ただ覚えていただけなんだ。（『デッドマン』との）共通点はあるけど、僕はそういうことが好きなんだ。僕にとって、サウンドトラックを表現する簡単な方法なんだ『リンクヴォルト・イヤーズ』にも同じものがある」。
「Show Me」と「Peace Trail」は、ヤングの2016年のソロ・アルバム『ピース・トレイル』のために別の形でレコーディングされたことがある。このアルバムに収録された「Peace Trail」のフルバンド録音は、ヤングとプロミス・オブ・ザ・リアルがこの曲を一緒に演奏する初めての機会だった。「Pocahontas」のライヴ・ヴァージョンは2014年の公演のもの。また、「Tumbleweed」は2014年のアルバム『ストーリートーン』からの再録バージョンであり、「Hey」はヤングのクレイジー・ホースとのアルバム『傷だらけの栄光』に収録されている 「Love and Only Love」のギター・リフが使われている。
バンドメンバーのルーカス・ネルソンは、父ウィリー・ネルソンの「Angel Flying Too Close to the Ground」のカヴァーを披露。この映画のためにこのパフォーマンスを撮影したことについて、監督のダリル・ハンナは次のように語っている。「彼らの自由な創造性を目の当たりにするのは、本当に素晴らしいことね」。

## 評価
| 専門評論家によるレビュー | 専門評論家によるレビュー |
| レビュー・スコア         | レビュー・スコア         |
| 出典                     | 評価                     |
| ------------------------ | ------------------------ |
| Pitchfork                | 6.0/10                   |

ピッチフォーク誌に寄稿したスティーヴン・トマス・アールワインは、ほぼ好意的な批評の中でこう書いている： 「不気味なギター・ソロ、甘美な弦楽器、半ば記憶されたコーラスの間を漂うこのサウンドトラックは、時折本格的な曲のために停止するが、これらの完全な瞬間は、霧が十分な長さだけ晴れて完全な風景が現れるかのように、偶然に感じられる」。アンカットのマイケル・ボナーはこう書いている： 「多くの点で、サウンドトラックの荒れ果てたキャンプファイヤーの雰囲気は、ハンナの映画そのものを映し出している。『パラドックスの瞬間（とき）』（映画でもサウンドトラックでも）を、重要なアーティストの代表作としてではなく、ヤングの毛むくじゃらの脱線作のひとつとして捉えない方がいいかもしれない」

## 収録曲
| #         | タイトル                                 | 作詞  | 作曲・編曲 | 時間  |
| --------- | ---------------------------------------- | ----- | ---------- | ----- |
| 1.        | 「Many Moons Ago in the Future」         |       |            | 0:30  |
| 2.        | 「Show Me」                              |       |            | 1:46  |
| 3.        | 「Paradox Passage 1」                    |       |            | 2:16  |
| 4.        | 「Hey」                                  |       |            | 3:18  |
| 5.        | 「Paradox Passage 2」                    |       |            | 1:23  |
| 6.        | 「Diggin' in the Dirt - Chorus」         |       |            | 1:11  |
| 7.        | 「Paradox Passage 3」                    |       |            | 2:52  |
| 8.        | 「Peace Trail」                          |       |            | 5:06  |
| 9.        | 「Pocahontas」                           |       |            | 3:14  |
| 10.       | 「Cowgirl Jam」                          |       |            | 10:36 |
| 11.       | 「Angel Flying Too Close to the Ground」 |       |            | 4:41  |
| 12.       | 「Paradox Passage 4」                    |       |            | 0:13  |
| 13.       | 「Diggin' in the Dirt」                  |       |            | 3:15  |
| 14.       | 「Paradox Passage 5」                    |       |            | 0:24  |
| 15.       | 「Running to the Silver Eagle」          |       |            | 2:54  |
| 16.       | 「Baby What You Want Me to Do?」         |       |            | 1:23  |
| 17.       | 「Paradox Passage 6」                    |       |            | 0:18  |
| 18.       | 「Offerings」                            |       |            | 0:51  |
| 19.       | 「How Long?」                            |       |            | 2:26  |
| 20.       | 「Happy Together」                       |       |            | 0:46  |
| 21.       | 「Tumbleweed」                           |       |            | 4:01  |
| 合計時間: | 合計時間:                                | 53:24 |            |       |

## 参加ミュージシャン
- ニール・ヤング - ギター、ウクレレ、ポンプ・オルガン、ハーモニカ、ヴォーカル
- ルーカス・ネルソン - ギター、ヴォーカル
- マイカ・ネルソン - ポンプ・オルガン、チャランゴ、ギター、ヴォーカル
- コリー・マコーミック - ベース、アップライト・ベース、ヴォーカル
- アンソニー・ロガーフォ - ドラム、ボンゴ
- タトー・メルガー - ドラム、パーカッション
- ジム・ケルトナー - ドラム
- ポール・ブッシュネル - ベース
- ウィリー・ネルソン - ヴォーカル
- ジョー・ヤンキー（ニール・ヤングの変名） - エレクトリック・ハー
- ストーリートーン・オーケストラ」（『Tumbleweed』収録） - ヴァイオリン、ヴィオラ、チェロ、ベース、オーボエ、イングリッシュ・ホルン、ファゴット、フレンチ・ホルン、ハープ、ピアノ、アコースティック・ギター、指揮

制作スタッフ
- ゲイリー・バーデン、ジェニス・ヘオ - アートディレクション
- アダム・CK・ヴォリック - 美術、写真、録音 (19-20)
- ダリル・ハンナ, ダナ・ファインマン - 美術、写真
- ダナ・ニールセン - エンジニアリング、録音、ミキシング（8、10-11）
- エリック・リン - 録音 (2)
- ティム・マリガン, デイブ・ロア - 録音、ミキシング (8-10)
- ジョン・ハンロン - ミキシング（8、10-11、13、16）、レコーディング（11、13、16）、プロデュース
- ニコ・ボーラス - プロデュース、エンジニアリング (21)
- アル・シュミット - 録音、ミキシング (21)
- スティーヴ・ジェネウィック - エンジニアリング (21)
- クリス・ウォルデン - 編曲、指揮、プロデュース (21)
- L.D. コール - 録音 (1)
- ジョニー・ブリク、ロブ・バイゼル、タイラー・ビーンズ、ジョン・ハウスマン、ディエゴ・ルエラス - アシスタント・エンジニア
- クリス・ベルマン - マスタリング
- エリオット・ロバーツ - ディレクション